# Consistórios de Pio VI
O Papa Pio VI (r. 1775–1799) criou 73 cardeais em 23 consistórios .

## 24 de abril de 1775
1. Leonardo Antonelli
2. Bernardino de Vecchi

## 29 de maio de 1775

### in pectore
1. Giovanni Carlo Bandi, (publicado em 11 de setembro de 1775)

## 17 de julho de 1775

### in pectore
1. Francesco Maria Banditi, (publicado em 13 de novembro de 1775)
2. Inácio Caetano Boncompagni-Ludovisi, (publicado em 13 de novembro de 1775)

## 11 de setembrode1775

### RevelaçãoIn pecture
1. Giovanni Carlo Bandi, (in pectore 29 de maio de 1775)

## 13 de novembro de 1775
1. Juan Tomás de Boxadors, O.P.

### RevelaçãoIn pecture
1. Francesco Maria Banditi, (in pectore 17 de julho de 1775)
2. Inácio Caetano Boncompagni-Ludovisi, (in pectore 17 de julho de 1775)

## 15 de abril de 1776

### in pectore
1. Luigi Valenti Gonzaga, (publicado em 20 de maio de 1776)
2. Giovanni Archinto, (publicado em 20 de maio de 1776)

## 20 de maio de 1776
1. Guido Calcagnini
2. Angelo Maria Durini

### RevelaçãoIn pecture
1. Luigi Valenti Gonzaga, (in pectore 15 de abril de 1776)
2. Giovanni Archinto, (in pectore 15 de abril de 1776)

## 23 de junho de 1777
1. Bernardino Honorati
2. Marcantonio Marcolini
3. Guglielmo Pallotta
4. Gregorio Antonio Maria Salviati

### in pectore
1. Andrea Gioannetti, (publicado em 15 de dezembro de 1777)
2. Hyacinthe Sigismond Gerdil, (publicado em 15 de dezembro de 1777)
3. Giovanni Ottavio Manciforte Sperelli, (publicado em 11 de dezembro de 1780)
4. Vincenzo Maria Altieri, (publicado em 11 de dezembro de 1780)

## 15 de dezembrode1777

### RevelaçãoIn pecture
1. Andrea Gioannetti, (in pectore 23 de junho de 1777)
2. Hyacinthe Sigismond Gerdil, (in pectore 23 de junho de 1777)

## 1 de junho de 1778
1. Francisco Javier Delgado y Venegas
2. Dominique de La Rochefoucald
3. Johann Heinrich von Frankenberg
4. József Batthyány
5. Tommaso Maria Ghilini
6. Carlo Giuseppe Filippa della Martiniana
7. Louis-René-Édouard de Rohan-Guéménée
8. Fernando de Sousa e Silva
9. Giovanni III Cornaro
10. Romoaldo Guidi

## 12 de julho de 1779
1. František Herzan von Harras

### in pectore
1. Alessandro Mattei, (publicado em 22 de maio de 1782)

## 11 de dezembro de 1780
1. Paolo Francesco Antamori

### RevelaçãoIn pecture
1. Giovanni Ottavio Manciforte Sperelli, (in pectore 23 de junho de 1777)
2. Vincenzo Maria Altieri, (in pectore 23 de junho de 1777)

## 22 de maiode1782

### RevelaçãoIn pecture
1. Alessandro Mattei, (in pectore 12 de julho de 1779)

## 16 de dezembro de 1782
1. Giuseppe Maria Capece Zurlo

### in pectore
1. Raniero Finocchietti, (publicado em 17 de dezembro de 1787)

## 20 de setembro de 1784
1. Giovanni Andrea Archetti

## 14 de fevereiro de 1785
1. Giuseppe Garampi
2. Giuseppe Doria Pamphili
3. Vincenzo Ranuzzi
4. Nicola Colonna di Stigliano
5. Gregorio Barnaba Chiaramonti, O.S.B. (Futuro Papa Pio VII)
6. Muzio Gallo
7. Giovanni de Gregorio
8. Giovanni Maria Riminaldi
9. Paolo Massei
10. Francesco Carrara
11. Fernando Spinelli
12. Antonio Maria Doria Pamphilj
13. Carlo Livizzani Forni

### in pectore
1. Carlo Bellisomi, (publicado em 21 de fevereiro de 1794)

## 18 de dezembro de 1786
1. Romoaldo Braschi-Onesti

## 27 de janeiro de 1787
1. Filippo Carandini

## 17 de dezembro de 1787

### RevelaçãoIn pecture
1. Raniero Finocchietti, (in pectore 16 de dezembro de 1782)

## 7 de abril de 1788
1. José Francisco Miguel António de Mendonça

## 15 de dezembro de 1788
1. Loménie de Brienne

## 30 de março de 1789
1. Antonino de Sentmenat y Castellá
2. Francisco Antonio de Lorenzana
3. Ignazio Busca
4. Vittorio Maria Baldassare Gaetano Costa d'Arignano
5. Louis-Joseph de Montmorency-Laval
6. Joseph Franz Anton von Auersperg
7. Stefano Borgia
8. Tommaso Antici
9. Filippo Campanelli

## 3 de agosto de 1789
1. Ludovico Flangini

## 26 de setembro de 1791

### in pectore
1. Fabrizio Ruffo, (publicado em 21 de fevereiro de 1794)

## 18 de junho de 1792
1. Giovanni Battista Caprara

## 21 de fevereiro de 1794
1. Antonio Dugnani
2. Ippolito Antonio Vincenti Mareri
3. Jean-Siffrein Maury
4. Giovanni Battista Bussi de Pretis
5. Francesco Maria Pignatelli
6. Aurelio Roverella
7. Giovanni Rinucci
8. Filippo Lancellotti

### RevelaçãoIn pecture
1. Carlo Bellisomi, (in pectore 14 de fevereiro de 1785)
2. Fabrizio Ruffo, (in pectore 26 de setembro de 1791)

## 1 de junho de 1795
1. Giulio Maria della Somaglia